# Marabá
Marabá város Brazíliában, Pará államban. Lakosainak száma 266 533 fő (2022). Marabá Novo Repartimento, Parauapebas, Bom Jesus do Tocantins, Curionópolis, Eldorado do Carajás, Itupiranga, Nova Ipixuna, Rondon do Pará, São Domingos do Araguaia, São Félix do Xingu, São Geraldo do Araguaia és São João do Araguaia községekkel határos.

## Népesség
A település népességének változása:
| Lakosok száma | 233 669 | 266 932 | 283 542 | 287 664 | 266 533 |
|               | 2000    | 2016    | 2020    | 2021    | 2022    |